# Just Dance
„Just Dance“ (от английски: „Просто танцувай“) е дебютният сингъл на американската певица Лейди Гага, която е и автор на песента, заедно с Ейкън и продуцента RedOne. Песента, която включва вокали и на Колби О'Донис, е издадена на 8 април 2008 г. като пилотен сингъл от дебютния албум на Гага, озаглавен „The Fame“. Певицата споделя, че песента е написана в рамките на десет минути.
Творбата получава положителни оценки от критиците. Песента достига челната позиция на класациите в САЩ, Австралия, Канада, Нидерландия, Ирландия и Обединеното кралство, както и топ 5 в Чехия, Унгария, Нова Зеландия, Норвегия, Шотландия, Испания и Швеция. В Щатите, песента бавно добива популярност, като прекарва цели пет месеца в класацията Billboard Hot 100 преди да се устреми към върха през януари 2009 г. С над 10 млн. продадени копия, сингълът се превръща в един от най-продаваните в историята.
Видеото към песента представя Лейди Гага, която пуска песента на домашно парти. Певицата сравнява преживяването си по време на снимките с това да си на снимачната площадка на филм на Мартин Скорсезе. Гага изпълнява „Just Dance“ по време на свои телевизионни появи, на всичките си концертни турнета и дори на своето шоу на полувремето на Супербоул през 2017 г. Песента е номинирана за награда „Грами“ в категорията за най-добър денс запис през 2009 година, но губи от Дафт Пънк.

## Вдъхновение
В интервю, за работния процес и вдъхновението си Лейди Гага споделя: „Имах огромен махмурлук. Написах песента за 10 минути с (продуцента) RedOne. Това беше и първият ми път в холивудско студио – много подредено, голямо помещение с огромни колони“. Гага работи по песента през 2008 година и казва, че е „резултат от усърдна работа, въпреки че мнозина не биха повярвали“. По-късно, певицата си спомня за песента с думите:
Тази песен спаси живота ми. Чувствах се ужасно в Ню Йорк. Бях депресирана, постоянно по баровете. Качих се на самолет за Лос Анджелис, за да работя върху музиката си. Получих един шанс да напиша песен, която да промени живота ми, и успях. Никога не погледнах назад. Оставих гаджето си и апартамента си. Още не съм се връщала там. Майка ми отиде и го освободи вместо мен.
Лейди Гага описва „Just Dance“ като весела песен, която трябва да бъде оценена от хора, които преминават през трудности, като това да загубиш работата си или дома си. На въпроса защо според нея сингълът става толкова популярен, тя отговаря: „Всеки търси такава песен, която да откликва на радостта в душите и сърцата ни и на това да си прекараме добре. Това е точно такава песен. Оставя усещане за радост и те кара да се чувстваш добре вътрешно, когато я слушаш. Толкова е просто. Не е ядрена физика, когато става въпрос за сърцето“.

## Музикално видео
Видеото към сингъла е издадено на 25 април 2008 г. и е режисирано от Мелина Матсукас. Започва с Лейди Гага и танцьорите ѝ, които пристигат на домашно парти, което изглежда приключило. Член на антуража на Гага пуска песента на касетофон и спящите в различни части на къщата гости, се събуждат от музиката. Следват сцени, на които присъстващите танцуват, редуващи се с кадри на певицата, облечена с пончо и играеща с диско топка, както и в малък надувам басейн върху надуваем кит. Под дясното ѝ око е поставен син стикер във формата на светкавица, с което тя отдава почит към един от музикалните си идоли – Дейвид Боуи. Колби О'Донис също присъства във видеото, заобиколен от момичета. Кратки появи имат и Ейкън и диджеят Спейс Каубой.
За снимачния процес Гага разказва:
Беше много забавно, беше невероятно. За мен беше като на снимачната площадка на филм на Мартин Скорсезе. Толкова дълго време съм имала ограничен бюджет и чувството да имам това страхотно видео е неописуемо. Беше наистина забавно, но ако някой ден дойдете на снимачната площадка на мое видео, ще видите, че съм много потайна, когато става въпрос за такива неща, почти не говоря с никого. Не съм купонджийка, която обикаля наоколо, дори може да изглеждам като дива. Някак съм усамотена, притеснявам се за костюмите, дали статистите изглеждат добре, как са разположени нещата. Не се появявам просто ей така, видеото е резултат от моя идея. Мелина искаше да направим нещо, което е изкуство, поп, но в същото време изглежда и комерсиално и като част от живота. Оказа се всички тези неща, обожавам го.
Към момента видеото има над 320,7 млн. гледания в официалния канал на певицата в YouTube.

## Екип
- Лейди Гага – водещи вокали, текстописец, беквокали
- RedOne – текстописец, продуцент, беквокали, инструментал, музикално програмиране, звукозапис
- Ейкън – текстописец, беквокали
- Колби О'Донис – допълнителни водещи вокали, беквокали
- Дейв Ръсел – аудио инженер
- Робърт Ортън – аудио миксиране
- Джин Грималди – аудио мастеринг

|  | Тази страница частично или изцяло представлява превод на страницата Just Dance (song) в Уикипедия на английски. Оригиналният текст, както и този превод, са защитени от Лиценза „Криейтив Комънс – Признание – Споделяне на споделеното“, а за съдържание, създадено преди юни 2009 година – от Лиценза за свободна документация на ГНУ. Прегледайте историята на редакциите на оригиналната страница, както и на преводната страница, за да видите списъка на съавторите. ВАЖНО: Този шаблон се отнася единствено до авторските права върху съдържанието на статията. Добавянето му не отменя изискването да се посочват конкретни източници на твърденията, които да бъдат благонадеждни. |